# Zoli Ádok
Zoli Ádok (Szeged, 22 maart 1976) is een Hongaars zanger.
In 2009 won Ádok met het lied Dance with Me de Hongaarse interne aanduiding voor het Eurovisiesongfestival. Hierdoor mocht hij Hongarije vervolgens vertegenwoordigen op het Eurovisiesongfestival in Moskou.

## Carrière
Ádoks carrière begon in 2000. Nadat hij zijn dansopleiding in Pécs had afgerond, begon hij bij Le Dance Contemporary Dance Music Company, waarmee hij de hele wereld rondreisde als danser en musicalacteur in musicals als Fame en Cats.
In 2008 bracht Ádok zijn debuutalbum Tánclépés uit. Een jaar later nam hij namens zijn land deel aan het Eurovisiesongfestival in Moskou met het nummer Dance with Me. In eerste instantie eindigde hij bij de nationale interne selectie voor het songfestival als derde, maar nadat de winnaar was gediskwalificeerd en de nummer twee was uitgeloot, werd Ádoks nummer gekozen voor Moskou. Uiteindelijk kwam hij niet verder dan de tweede halve finale.
In 2011 bracht Ádok zijn tweede album uit: Három álom.

## Discografie

### Albums
| Jaar | Album      |
| ---- | ---------- |
| 2008 | Tánclépés  |
| 2011 | Három álom |

### Singles
| Jaar | Single        |
| ---- | ------------- |
| 2009 | Dance with Me |
| 2010 | Why Don't You |
| 2011 | Harom Alom    |

1994: Friderika Bayer · 
1995: Csaba Szigeti · 
1997: VIP · 
1998: Charlie · 
2005: NOX · 
2007: Magdi Rúzsa · 
2008: Csézy · 
2009: Zoli Ádok · 
2011: Kati Wolf · 
2012: Compact Disco · 
2013: ByeAlex · 
2014: András Kállay-Saunders · 
2015: Boggie · 
2016: Freddie · 
2017: Joci Pápai · 
2018: AWS · 
2019: Joci Pápai